# Arnaud Leroy (cyclisme)
Pour l'homme politique français, voir Arnaud Leroy.
Arnaud Leroy (né le 3 juin 1971 à Évreux,) est un coureur cycliste français, ancien membre de l'équipe Aubervilliers 93-Peugeot.

## Biographie
Dans les années 2010, il commence à pratiquer le trail.

## Palmarès
- 1993
  - 2e du Tour d'Ille-et-Vilaine
- 1994
  - Prix de la Saint-Laurent
  - 3e du Tour Nivernais Morvan